# Зимске олимпијске игре 1964.
IX Зимске олимпијске игре су одржане у Инзбруку, у Аустрији.
Организатори су имали великих тешкоћа у припреми игара због недостатка снега. У помоћ је позвана војска, која је с виших делова планине довукла 20.000 ледених блокова за боб стазу, 40.000 кубних метара снега за скијашке стазе. Да ствар буде гора, 10 дана пре отварања завладало је неуобичајено топло време а падала је и киша, али су све припреме ипак биле обављене у предвиђеном року.
Ово су биле прве Зимске олипијске игре за које је олимпијски пламен упаљен у Грчкој, и то у древној Олимпији, што је постала пракса за све следеће Зимске игре.
У спортски програм уведен је спорт санкање, додано је такмичење на другој скаконици у скијашким скоковима, а у алпско скијање је уведено прецизније мерење времена на стотинку секунде.
У такмичарском програму су се истакли следећи појединци и тимови:
- Лидија Скобликова из Совјетског Савеза је освојила злато у све четири дисциплине брзог клизања: 500, 1000, 1500 и 3.000 m, поставивши при томе три олимпијска рекорда.
- Сестре Маријел и Кристин Гоачел из Француске су доминирале аплским скијањем: Мариеле је освојила злато у велеслалому и сребро у слалому, а Кристин злато у слалому и сребро у велеслалому.
- Клавдија Бојарскикх из Совјетског Савеза је освојила три злата, а Еро Ментиранта из Финске два злата у скијашком трчању.
- Еугенио Монти из Италије је приметио да је конкурентским тимовима у бобу двоседу из Велике Бртианије пукла саоница, те им је посудио своју. Британци су касније узели злато а Монти са тимом из Италије бронзу. Кад су новинари питали Монтиа зашто је помогао директном конкуренту, он је одвратио да нису Британци победили зато што им је он посудио саоницу, већ зато што су најбрже одвезли стазу. МОК је препознао ову спортски гест, увео награду De Coubretin за фер-плеј, па је као првом добитнику доделио управо Монтију за ову несебичну помоћ.

## Списак спортова
| - Алпско скијање - Биатлон - Боб - Брзо клизање - Хокеј на леду - Санкање |  | - Нордијско скијање: - Скијашко трчање - Нордијска комбинација - Скијашки скокови - Уметничко клизање |

Демонстрациони спорт је био једна варијанта карлинга.

## Списак поделе медаља
(Медаље домаћина посебно истакнуте)
| Зимске олимпијске игре Инзбрук 1964. | Зимске олимпијске игре Инзбрук 1964. | Зимске олимпијске игре Инзбрук 1964. | Зимске олимпијске игре Инзбрук 1964. | Зимске олимпијске игре Инзбрук 1964. | Зимске олимпијске игре Инзбрук 1964. |
| ------------------------------------ | ------------------------------------ | ------------------------------------ | ------------------------------------ | ------------------------------------ | ------------------------------------ |
| Пласман                              | Држава                               | Злато                                | Сребро                               | Бронза                               | Укупно                               |
| 1                                    | СССР                                 | 11                                   | 8                                    | 6                                    | 25                                   |
| 2                                    | Аустрија                             | 4                                    | 5                                    | 3                                    | 12                                   |
| 3                                    | Норвешка                             | 3                                    | 6                                    | 6                                    | 15                                   |
| 4                                    | Финска                               | 3                                    | 4                                    | 3                                    | 10                                   |
| 5                                    | Француска                            | 3                                    | 4                                    | 0                                    | 7                                    |
| 6                                    | Уједињени тим Немачке                | 3                                    | 3                                    | 3                                    | 9                                    |
| 7                                    | Шведска                              | 3                                    | 3                                    | 1                                    | 7                                    |
| 8                                    | Сједињене Државе                     | 1                                    | 2                                    | 3                                    | 6                                    |
| 9                                    | Холандија                            | 1                                    | 1                                    | 0                                    | 2                                    |
| 10                                   | Канада                               | 1                                    | 0                                    | 2                                    | 3                                    |
| 11                                   | Велика Британија                     | 1                                    | 0                                    | 0                                    | 1                                    |
| 12                                   | Италија                              | 0                                    | 1                                    | 3                                    | 4                                    |
| 13                                   | Северна Кореја                       | 0                                    | 1                                    | 0                                    | 1                                    |
| 14                                   | Чехословачка                         | 0                                    | 0                                    | 1                                    | 1                                    |
| Укупно                               | Укупно                               | 34                                   | 38                                   | 31                                   | 103                                  |